# Black Birn
Der Black Birn ist ein Hügel in den Pentland Hills. Die 370 m hohe Erhebung liegt an deren Westflanke im Süden der rund 25 km langen Hügelkette in der schottischen Council Area South Lanarkshire.
Die nächstgelegene Ortschaft ist das rund 2,5 Kilometer nordwestlich gelegene Tarbrax. West Linton ist zehn Kilometer östlich vor der Ostflanke der Pentland Hills gelegen. Zu den umgebenden Hügeln zählen der Henshaw Hill im Nordosten, White Craig und Darlees Rig im Osten sowie Harrows Law Südosten.

## Umgebung
Auf einem rund 2000 m2 umfassenden Areal an den Westhängen des Black Birns wurden Artefakte aus bearbeitetem Stein gefunden.
Von der Nordflanke des Black Birns fließt ein Zufluss des North Medwins ab, der entlang der Südwestflanke der Hügelkette verläuft. Ein weiterer, an den Hängen des Harrows Law entspringender Bach verläuft entlang der Südflanke des Black Birns und mündet ebenfalls in den North Medwin.